# Zecurion
Zecurion — российская компания, специализирующаяся на исследованиях и консалтинге в области информационной безопасности, разработчик тиражируемых DLP-систем.

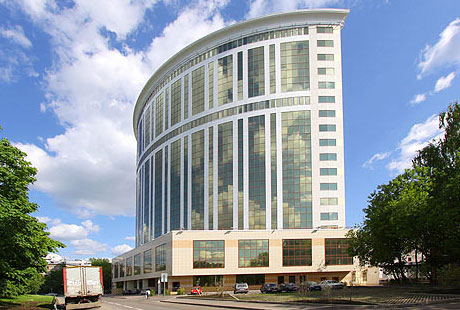
Штаб-квартира Zecurion в Москве

Основана в 2001 году бывшими сотрудниками фирмы Aladdin Алексеем Раевским и Сергеем Комарницким под наименованием SecurIT. В 2002 году выпущена первая версия SecurIT Server — системы защиты информации в серверных хранилищах, позднее продукт был переименован в Zserver.
В 2005 году выпустила систему контроля принтеров и USB-устройств Zlock. В 2006 году открыт офис в США. В 2008 году выпущена система Zgate для предотвращения утечек по сетевым каналам. В те же годы открыто направление исследований в области информационной безопасности, DoS-атак и защиты данных от утечек.
В 2014 года фирма включена в магический квадрант Gartner в сегменте контентно-зависимого DLP как нишевой игрок.
Основные тиражируемые продукты — Traffic Control (защита от утечек через почту и Интернет), Device Control (защита от утечек через периферийные устройства), Discovery (сканер систем хранения), Priveleged Access Management (контроль действия привилегированных пользователей), Storage Security.